# HD193292
HD193292 — хімічно пекулярна зоря спектрального класу A4, що має видиму зоряну величину в смузі V приблизно  7,2.
Вона  розташована на відстані близько 542,7 світлових років від Сонця.